# 立見峠
立見峠（たつみとうげ）は、徳島県名西郡神山町（旧鬼籠野村）に位置する峠である。標高217m。

## 概要
徳島県道21号神山鮎喰線沿いの旧名西郡鬼籠野村内に位置し、峠麓は国道438号に続いている。峠の傍には鬼籠野谷川が流れており、付近には鬼籠野役場がある。